# Метод энтропического моделирования
С развитием компьютерных технологий моделирование методом Монте-Карло становится всё более популярным в изучении различных статистических систем, включая: нейронные сети, проблемы биологии и химии, задачи оптимизации в различных областях, а также в статистической физике при изучении фазовых переходов и критических явлений.
Почти все вариации метода Монте-Карло основаны на идее метода существенной выборки, автором которого является Н. Метрополис и др.
Одним из примеров реализации метода энтропического моделирования является Алгоритм Ванга-Ландау

## Метод Монте-Карло в классической статистической механике
Задачи равновесной статистической термодинамики классических систем можно свести к
вычислению статистического интеграла. Например, в каноническом ансамбле:
{\displaystyle Z(N,V,T)={\frac {1}{N!(2\pi \hbar )^{3N}}}\int \exp\{-\beta E(p,q)\}dpdq,\qquad {\mbox{где }}\beta ={\frac {1}{kT}},}
{\displaystyle N} - число частиц, находящихся в объёме {\displaystyle V} при температуре {\displaystyle T}, {\displaystyle \beta =1/kT}; {\displaystyle E(p,q)} - полная механическая энергия частиц; {\displaystyle p,q} - набор их импульсов и координат, причём {\displaystyle dp=d^{3}p_{1}\ldots d^{3}p_{N}\,dq=d^{3}q_{1}\ldots d^{3}q_{N}}. Классическая энергия {\displaystyle E(p,q)} всегда может быть представлена в виде суммы кинетической {\displaystyle K(p)} и
потенциальной {\displaystyle U(q)} энергий. Кинетическая энергия есть квадратичная функция от
импульсов, и интегрирование по ним может быть произведено в общем виде. В результате получаем:
{\displaystyle Z(N,V,T)={\frac {1}{N!\Lambda ^{3N}}}\int \exp\{-\beta U(q)\}dq}
где {\displaystyle \Lambda ={\sqrt {\frac {2\pi \hbar ^{2}}{mkT}}}} - тепловая длина волны де Бройля частиц массы {\displaystyle m} при температуре {\displaystyle T}. Таким образом, задача сводится к вычислению конфигурационного интеграла
{\displaystyle Q(N,V,T)=\int \exp\{-\beta U(q)\}dq}
От интегрирования по координатам можно перейти к интегрированию по энергии:
{\displaystyle Q(\beta )=\int \Omega (E)\exp(-\beta E)dE}
{\displaystyle \Omega (E)=\int \delta (U(q)-E)dq}
где {\displaystyle \Omega (E)} - объём части конфигурационного пространства, в которой энергия системы лежит в пределах от {\displaystyle E} до {\displaystyle E+dE}, {\displaystyle \delta } - дельта функция.
Вычисления по приведённым формулам мы будем выполнять численными методами. Поэтому от интегралов перейдём к интегральным суммам. Диапазон изменения энергии системы {\displaystyle E_{min}\leq E\leq E_{max}} разбивается на конечное число {\displaystyle (N_{b})} равных отрезков. Определяются значения {\displaystyle \Omega (E_{i}),i=1,2,...,N_{b}}. В итоге, для любой величины {\displaystyle f} её средние канонические
могут быть вычислены по формуле:
{\displaystyle <f>(\beta )={\frac {\sum \limits _{i=1}^{N_{b}}f_{i}\Omega _{i}\exp(-\beta E_{i})}{\sum \limits _{i=1}^{N_{b}}\Omega _{i}\exp(-\beta E_{i})}}},
где {\displaystyle f_{i}} — значение величины {\displaystyle f} для {\displaystyle i}-го отрезка энергии. Поскольку {\displaystyle \Omega (E)} входит линейно и в
числитель, и в знаменатель формулы для {\displaystyle <f>}, то {\displaystyle \Omega (E)} можно понимать не только как объём, но и как долю конфигурационного пространства, соответствующую энергии {\displaystyle E}. В каждом состоянии (конфигурации) система обладает определённой энергией. Т.е. каждому состоянию (конфигурации) системы можно сопоставить точку на энергетической шкале (оси) в пространстве энергий (это пространство одномерно). Последовательности случайных изменений конфигурации системы соответствует случайное блуждание точки в пространстве энергий. Моделируя процесс случайных блужданий с помощью метода Монте-Карло и зная или вычисляя значения {\displaystyle \Omega _{i}} , мы можем находить средние значения
физических величин.

## Алгоритм энтропического моделирования
Алгоритм энтропического моделирования основан на следующем обстоятельстве.
Совершая случайное блуждание в пространстве энергий с вероятностями перехода,
пропорциональными обратной плотности состояний {\displaystyle 1/\Omega (E)}, мы получаем равномерное
распределение по энергиям. Иными словами, подобрав вероятности перехода такими, что посещение всех энергетических состояний стало бы равномерным, можно получить изначально неизвестную плотность состояний {\displaystyle \Omega (E)}.
Напишем конфигурационный интеграл в каноническом ансамбле в виде:
{\displaystyle Q(\beta )=\int e^{-\beta E(q)}dq=\int \Omega (E)e^{-\beta E}dE=\int e^{S(E)-\beta E}dE}
где {\displaystyle S(E)=k\ln \Omega (E)} - энтропия при заданном значении {\displaystyle E} (иногда {\displaystyle k} будет опускаться, т.к. в моделировании не обязательно учитывать эту константу).
Осуществляя блуждание в конфигурационном пространстве с вероятностями перехода,
удовлетворяющими соотношению детального баланса
{\displaystyle {\frac {p(q_{1}\rightarrow q_{2})}{p(q_{2}\rightarrow q_{1})}}=e^{-\beta (E(q_{2})-E(q_{1}))}},
получают каноническую выборку состояний {\displaystyle P(q)\sim e^{-\beta E(q)}} (или {\displaystyle P(E)\sim e^{S(E)-\beta E}}). Произвольной выборке энергетических состояний {\displaystyle P(E)\sim e^{A(E)}=e^{S(E)-J(E)}}, где {\displaystyle A(E)} — произвольная функция, {\displaystyle J(E)=S(E)-A(E)}, соответствует условие
{\displaystyle {\frac {p(q_{1}\rightarrow q_{2})}{p(q_{2}\rightarrow q_{1})}}=e^{-\beta (J(E(q_{2}))-J(E(q_{1})))}}.
При {\displaystyle J(E)=S(E)}, в процессе блуждания должна получиться равномерная, в пределах статистического разброса, выборка энергетических состояний, {\displaystyle P(E)\sim const}. В этом случае из определения энтропии следует
{\displaystyle {\frac {p(q_{1}\rightarrow q_{2})}{p(q_{2}\rightarrow q_{1})}}={\frac {\Omega (E(q_{1}))}{\Omega (E(q_{2}))}}}
Таким образом, если при некотором выборе вероятностей перехода получить равномерное посещение энергетических состояний, то можно вычислить плотность состояний {\displaystyle \Omega (E)}, а следовательно, и конфигурационный интеграл {\displaystyle Q(\beta )}.